# Diecéze benguelská
Diecéze Benguela je římskokatolickou diecéze nacházející se v Angole.

## Území
Diecéze zahrnuje provincii Benguela v Angole.
Biskupským sídlem je město Benguela, kde se nachází katedrála Naší Paní z Fátimy.
K roku 2012 měla; 1 736 000 věřících, 113 diecézních kněží, 45 řeholních kněží, 133 řeholníků, 328 řeholnic a 45 farností.

## Historie
Diecéze byla založena 6. června 1970 bulou Omnimode solliciti papeže Pavla VI., z části území diecéze Nova Lisboa (dnes arcidiecéze Huambo). Původně byla sufragánnou arcidiecéze Luanda.
Dne 3. února 1977, se stala součástí církevní provincie arcidiecéze Huambo.

## Seznam biskupů
- Armando Amaral Dos Santos (1970–1973)
- Oscar Lino Lopes Fernandes Braga (1974–2008)
- Eugenio Dal Corso, P.S.D.P. (2008-2018)
- António Francisco Jaca, S.V.D., (od 2018)